# Postumiano (homem claríssimo)
Postumiano (em latim: Postumianus) foi um nobre romano do século IV.

## Vida
Postumiano era filho ou genro de Antônio Cecina Sabino e sua esposa foi provavelmente Loliana, a irmã ou prima de Loliano Mavórcio. Era pai de Cecínia Loliana, que casa-se com Volusiano Lampádio, e avô de Catianila e Severila; as 3, como únicas herdeiras, estavam sendo processados em 384 para pagamento do aurum oblaticium, um valor pago ao tesouro imperial. Postumiano talvez era o antigo proprietário da "Propriedade Postumianense" (res Postumianensis) que Quinto Aurélio Símaco queria comprar em 397.